# Crookesova trubice

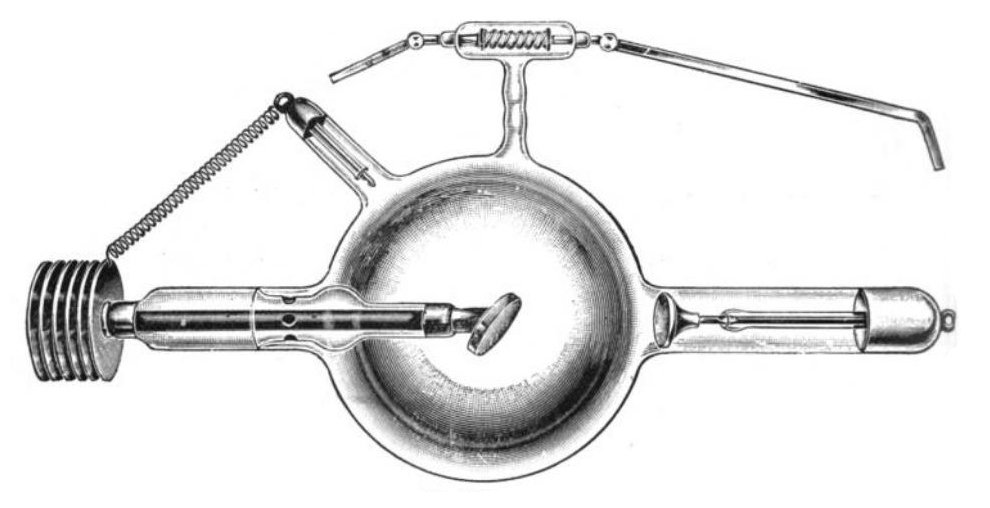
Nákres Crookesovy trubice

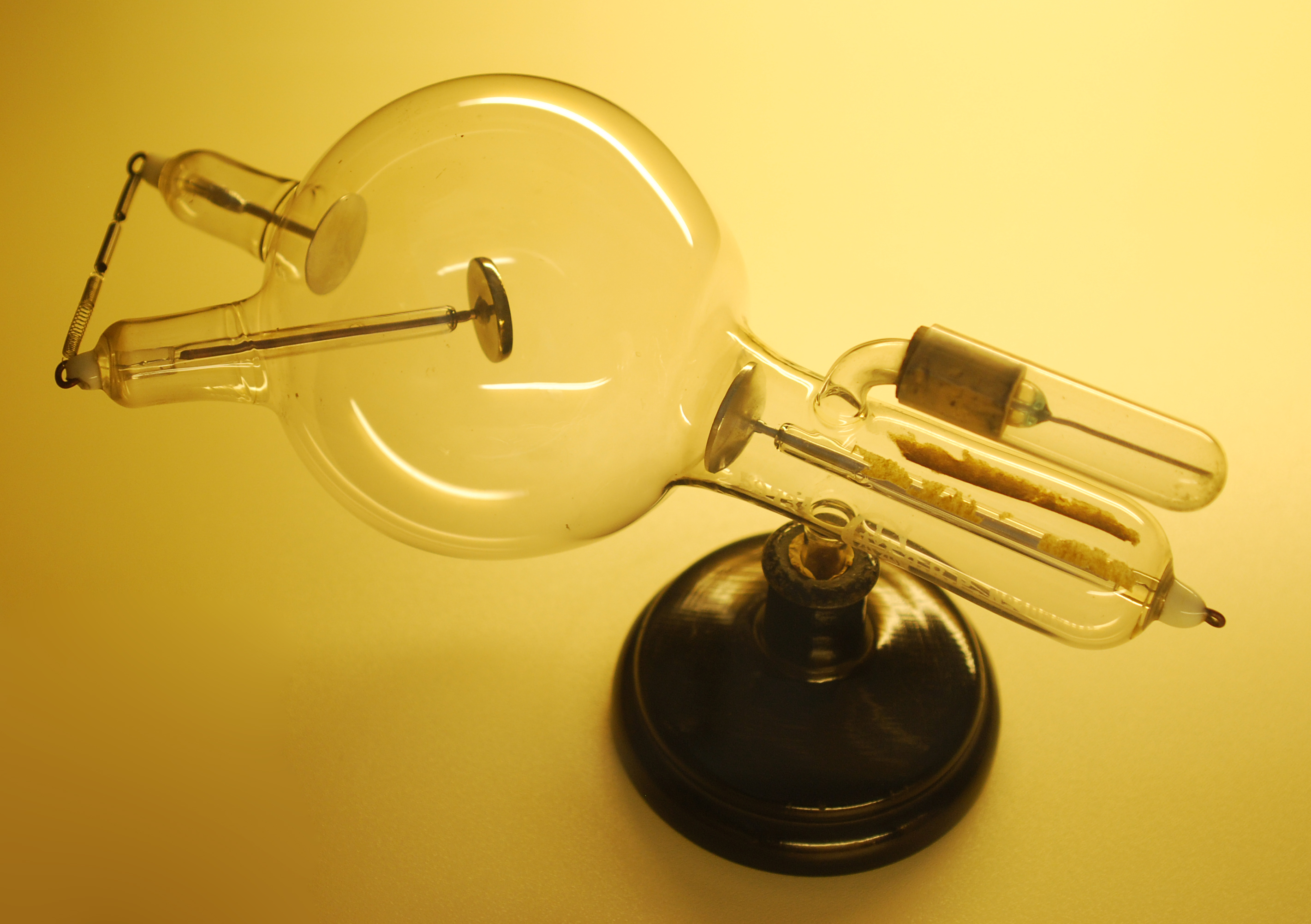
Crookesova trubice, později nazývaná X-trubice

Crookesova trubice je pomůcka určená pro studium elektrických výbojů v plynech, vynález britského vynálezce Williama Crookese z druhé poloviny 19. století.

## Popis
Jedná se o skleněnou, tvarovanou, trubici opatřenou elektrodami, která je naplněna zředěným plynem. Při připojení vysokého stejnosměrného napětí dochází v trubici k výboji mezi elektrodami, který je doprovázen zářením. Při použití této trubice objevil v roce 1895 Wilhelm Conrad Röntgen tzv. X paprsky, které byly pojmenovány rentgenovým zářením.